# 小林孝輔
小林孝輔（こばやし たかすけ、1922年11月11日 - 2004年11月19日）は、日本の法学者。専門は、憲法学（日本憲法史・ドイツ憲法史）。学位は、法学博士（早稲田大学・論文博士・1981年）（学位論文「近代ドイツ国法思想の史的研究」）。青山学院大学名誉教授。

## 略歴
大雲山金龍寺（調布市）住職の長男として、1922年に東京市神田区で誕生。旧制世田谷中学（現在の世田谷学園中学校・高等学校）で学び、僧籍を得た後に早稲田大学に進学。1944年早稲田大学法学部独法科卒業。兵役をへて1950年早稲田大学大学院(旧制)修了。

1950年立正大学経済学部講師。1951年青山学院大学経済学部講師、1953年青山学院大学経済学部助教授、1959年青山学院大学法学部教授、1969年青山学院大学法学部長。1971年同法学部長再任。1981年「近代ドイツ国法思想の史的研究」で、法学博士（早稲田大学）の学位を取得。
 1991年青山学院大学定年退職、名誉教授。
1992年札幌大学法学部教授、1996年退職。国士舘大学法学部客員教授。札幌大学大学院法学研究科客員教授。
1978‐1988年日本学術会議会員。このほか、長く早稲田大学法学部においてゼミ（憲法）を担当すると共に、宗教法学会理事長を務めた。

## 著書
- 『憲法学序説』学術図書協会　1951
- 『社会科学としての憲法学』森北出版　1954
- 『憲法学の本質 憲法及び憲法学の研究』森北出版　1957
- 『裁判官はこれでよいか 最高裁判官国民審査の手引き』憲法擁護国民連合　1960
- 『日本の憲法政治』日本評論新社　1963
- 『憲法学要論』勁草書房　1965
- 『憲法通論』日本評論社　1966
- 『自由に生きる権利』法律文化社　1972　現代の人権双書
- 『法学』学陽書房　1972　女子学生講座
- 『新・憲法通論』日本評論社　1974
- 『基本的人権論』文真堂　1976
- 『判例教室憲法』法学書院　1978
- 『憲法 学説判例』学陽書房　1979　学説判例シリーズ
- 『「靖国」問題 憲法と靖国法案』教育社　1979　入門新書
- 『憲法における法と政治』三省堂　1980　現代法学者著作選集
- 『ドイツ憲法史』学陽書房　1980
- 『憲法をまなぶ』日本社会党中央本部機関紙局　1981　社会新書
- 『風の外 本と人と酒と』学陽書房　1982
- 『ドイツ憲法小史』学陽書房　1985　法学選書
- 『憲法』日本評論社　1986
- 『風ふけど』泉書房　1988
- 『天皇制と憲法 揺れ動く"政"と"教"』教育社　1989
- 『戦後憲法政治の軌跡』勁草書房　1995
- 『戦後憲政年代記』上中　信山社出版　1996

## 共編著
- 『世界の議会 その制度と実態』星野安三郎共編　至誠堂　1959
- 『日本国憲法史考 戦後の憲法政治』星野安三郎共編　法律文化社　1962
- 『現代の法 体系的50講』編　早稲田大学出版部　1963
- 『憲法副読本』星野安三郎,和田英夫共編　文真堂　1975
- 『新選憲法演習問題 ゼミナールテキスト』新版　編　一粒社　1977
- 『憲法』第3版 有倉遼吉共編　日本評論社　1986　別冊法学セミナー
- 『逐条判例憲法』山下健次共編　法学書院　1988
- 『憲法論点セミナー』越路正巳共編著　辛夷社　1991
- 『護憲読本』岩井章,國弘正雄共編著　えるむ書房　1993
- 『憲法　演習自習セレクト50』　編者　勁草書房　2004

## 翻訳
- K.メルクツェル編著『一般国家学概要 イエリネックの一般国家学に基づき,ケルゼン,メンツエル,ベルナチックの学説も考慮に入れて』[3]有倉遼吉,時岡弘共訳　日新出版　1955
- R.トロイマン『モナルコマキ 人民主権論の原流』佐々木高雄共訳　学陽書房　1976
- ウッドロー・ウイルソン『議会と政府 アメリカ政治の研究』田中勇共訳　文真堂　1978
- イェーリング『権利のための闘争』広沢民生共訳　日本評論社　1978
- G.クラインハイヤー,J.シュレーダー編『ドイツ法学者事典』監訳　学陽書房　1983

## 記念論集
- 『現代法の諸領域と憲法理念 小林孝輔教授還暦記念論集』森泉章他編　学陽書房　1983